# There Goes Our Love Again
There Goes Our Love Again – singel angielskiego zespołu indierockowego White Lies pochodzący z trzeciego albumu studyjnego Big TV. Wydany 5 sierpnia 2013 roku jako pierwszy oficjalny singiel promujący album. Premiera radiowa piosenki odbyła się 18 czerwca 2013 roku na antenie radia BBC w programie Zanea Lowe.
Limitowana wersja pięciuset kolejno ponumerowanych kopii singla została wydana na 10" płytach winylowych.
Okładka singla jest fragmentem obrazu zatytułowanego "Based On Actual Events: Scene 1", stworzonego przez nowojorskiego malarza Michaela Kagana

## Teledysk
Teledysk do singla został opublikowany w serwisie YouTube 30 czerwca 2013 roku. Ukazuje grupę tancerzy na sali balowej, sędziów, kelnerów oraz zespół White Lies grający na scenie. Wszyscy tancerze, sędziowie i kelnerzy noszą czarne maski w stylu Zorro. Uwaga ludzi jest skupiona na tancerkę ubraną w złotą suknię, która tańczy z wieloma partnerami, ale na końcu siedzi w smutnym nastroju sama na podłodze. Wideoklip został wyreżyserowany przez Jamiego Slatera. Zagrał w nim m.in. Makoto Iso. Zdjęcia były nagrywane w Rivoli Ballroom w Londynie.

## Lista utworów

### Limitowana ilościowo wersja Ultra-Clear 10” Vinyl
Strona A
| Nr | Tytuł utworu                               | Długość |
| -- | ------------------------------------------ | ------- |
| 1. | „There Goes Our Love Again”                | 3:36    |
| 2. | „There Goes Our Love Again” (Instrumental) |         |

Strona B
| Nr | Tytuł utworu                                | Długość |
| -- | ------------------------------------------- | ------- |
| 1. | „There Goes Our Love Again” (Torn Remix)    | 4:58    |
| 2. | „There Goes Our Love Again” (Hostage Remix) | 4:41    |

### Maxi singel
Maxi singel został wydany 23 sierpnia 2013 roku nakładem Polydor Records. Zawiera cztery zremiksowane wersje utworu There Goes Our Love Again.
| Nr | Tytuł utworu                                     | Długość |
| -- | ------------------------------------------------ | ------- |
| 1. | „There Goes Our Love Again” (GOOSE Version)      | 5:11    |
| 2. | „There Goes Our Love Again” (Hostage Remix)      | 4:42    |
| 3. | „There Goes Our Love Again” (TORN Remix)         | 4:58    |
| 4. | „There Goes Our Love Again” (Night Engine Remix) | 5:30    |

## Listy przebojów
| Państwo | Lista                               | Najwyższa pozycja    |
| ------- | ----------------------------------- | -------------------- |
| Polska  | NRD – Najlepsza Rockowa Dwudziestka | 3 (11 września 2013) |